# Championnat de Suisse de football 1921-1922
Navigation
Édition précédente Édition suivante
La 25e édition du championnat de Suisse de football est remportée par le Servette FC.
Le FC Lucerne termine deuxième. Le Blue Stars Zurich complète le podium. 
Le championnat est divisé en trois groupes de huit. Les premiers de chaque groupe sont qualifiés pour la phase finale décidant du champion. Les derniers de chaque groupe jouent des matchs de barrage de relégation contre les premiers de deuxième division. Le Neumünster Zurich descend en deuxième division. Il est remplacé pour la saison 1922-1923 par le FC Lugano.

## Les clubs de l'édition 1921-1922
| Club                     | Ville             |
| ------------------------ | ----------------- |
| Blue Stars Zurich        | Zurich            |
| BSC Old Boys             | Bâle              |
| BSC Young Boys           | Berne             |
| Cantonal Neuchâtel       | Neuchâtel         |
| Étoile La Chaux-de-Fonds | La Chaux-de-Fonds |
| FC Aarau                 | Aarau             |
| FC Bâle                  | Bâle              |
| FC Berne                 | Berne             |
| FC Biel-Bienne           | Bienne            |
| FC Brühl Saint-Gall      | Saint-Gall        |
| FC Fribourg              | Fribourg          |
| FC Genève                | Genève            |
| FC La Chaux-de-Fonds     | La Chaux-de-Fonds |
| FC Lucerne               | Lucerne           |
| FC Nordstern Bâle        | Bâle              |
| FC Saint-Gall            | Saint-Gall        |
| FC Winterthur            | Winterthour       |
| FC Zurich                | Zurich            |
| Grasshopper-Club Zurich  | Bâle              |
| Lausanne-Sports          | Lausanne          |
| Montreux-Sports          | Montreux          |
| Neumünster Zurich        | Zurich            |
| Servette FC              | Genève            |
| Young Fellows Zurich     | Zurich            |

## Compétition

### Classements
Le classement est établi sur le barème de points classique (victoire à 2 points, match nul à 1, défaite à 0).

#### Groupe Ouest
| Rang | Équipe                   | Pts | J  | G | N | P | Bp | Bc | Diff |
| ---- | ------------------------ | --- | -- | - | - | - | -- | -- | ---- |
| 1    | Servette FC              | 22  | 14 | 8 | 6 | 0 | 28 | 10 | +18  |
| 2    | FC La Chaux-de-Fonds     | 17  | 14 | 8 | 1 | 5 | 29 | 22 | +7   |
| 3    | Lausanne-Sports          | 16  | 14 | 7 | 2 | 5 | 24 | 16 | +8   |
| 4    | Montreux-Sports          | 14  | 14 | 6 | 2 | 6 | 23 | 28 | -5   |
| 5    | FC Cantonal Neuchâtel    | 13  | 14 | 5 | 3 | 6 | 36 | 26 | +10  |
| -    | Étoile La Chaux-de-Fonds | 13  | 14 | 5 | 3 | 6 | 23 | 20 | +3   |
| 7    | FC Genève                | 9   | 14 | 1 | 7 | 6 | 19 | 37 | -18  |
| 8    | FC Fribourg              | 8   | 14 | 3 | 2 | 9 | 13 | 36 | -23  |

|  | Qualification pour la phase finale |
|  | Barrages de relégation             |

Barrages de relégation
Le FC Fribourg, dernier du groupe Ouest, affronte le leader du groupe Ouest de deuxième division, le Forward Monges en barrage de relégation. Le score cumulé de la confrontation aller-retour étant nul, un troisième match est joué pour départager les deux équipes.
| Équipe 1    | Résultat | Équipe 2       | Aller | Retour | Match 3 |
| ----------- | -------- | -------------- | ----- | ------ | ------- |
| FC Fribourg | 4 - 1    | Forward Monges | 1 - 1 | 0 - 0  | 3 - 0   |

#### Groupe Centre
| Rang | Équipe            | Pts | J  | G | N | P | Bp | Bc | Diff |
| ---- | ----------------- | --- | -- | - | - | - | -- | -- | ---- |
| 1    | FC Lucerne        | 20  | 14 | 8 | 4 | 2 | 26 | 19 | +7   |
| 2    | FC Biel-Bienne    | 16  | 14 | 6 | 4 | 4 | 24 | 23 | +1   |
| 3    | FC Bâle           | 15  | 14 | 6 | 3 | 5 | 20 | 21 | -1   |
| 4    | BSC Young Boys    | 14  | 14 | 5 | 4 | 5 | 25 | 17 | +8   |
| -    | FC Nordstern Bâle | 14  | 14 | 6 | 2 | 6 | 18 | 22 | -4   |
| 6    | FC Berne          | 12  | 14 | 5 | 2 | 7 | 22 | 21 | +1   |
| -    | FC Aarau          | 12  | 14 | 3 | 6 | 5 | 14 | 17 | -3   |
| 8    | BSC Old Boys      | 9   | 14 | 2 | 5 | 7 | 14 | 23 | -9   |

|  | Qualification pour la phase finale |
|  | Barrages de relégation             |

Barrage de relégation
Le barrage oppose le BSC Old Boys, dernier du groupe Centre, au FC Concordia Bâle, leader du groupe Centre de deuxième division. 
| Équipe 1     | Résultat | Équipe 2          | Aller | Retour |
| ------------ | -------- | ----------------- | ----- | ------ |
| BSC Old Boys | 6 - 3    | FC Concordia Bâle | 3 - 1 | 3 - 2  |

#### Groupe Est
| Rang | Équipe                  | Pts | J  | G  | N | P | Bp | Bc | Diff |
| ---- | ----------------------- | --- | -- | -- | - | - | -- | -- | ---- |
| 1    | Blue Stars Zurich       | 21  | 14 | 10 | 1 | 3 | 27 | 11 | +16  |
| 2    | Grasshopper-Club Zurich | 20  | 14 | 9  | 2 | 3 | 37 | 20 | +17  |
| 3    | FC Zurich               | 14  | 14 | 6  | 2 | 6 | 26 | 23 | +3   |
| -    | FC Saint-Gall           | 14  | 14 | 5  | 4 | 5 | 26 | 24 | +2   |
| 5    | Young Fellows Zurich    | 12  | 14 | 4  | 4 | 6 | 19 | 25 | -6   |
| 6    | FC Brühl Saint-Gall     | 11  | 14 | 5  | 1 | 8 | 19 | 34 | -15  |
| 7    | FC Winterthur           | 10  | 14 | 3  | 4 | 7 | 16 | 25 | -9   |
| -    | Neumünster Zurich       | 10  | 14 | 3  | 4 | 7 | 15 | 23 | -8   |

|}
|  | Qualification pour la phase finale |
|  | Barrages de relégation             |

Barrages de relégation
Le premier barrage oppose les deux derniers du classement que sont le FC Winterthur et le Neumünster Zurich. Le vainqueur se maintient en première division alors que le perdant passe par un second barrage.
| Équipe 1      | Résultat | Équipe 2          |
| ------------- | -------- | ----------------- |
| FC Winterthur | 1 - 0    | Neumünster Zurich |

Le second barrage oppose le perdant du premier barrage, le Neumünster Zurich, au FC Lugano, leader du groupe Est de deuxième division. 
| Équipe 1          | Résultat | Équipe 2  | Aller | Retour |
| ----------------- | -------- | --------- | ----- | ------ |
| Neumünster Zurich | 0 - 4    | FC Lugano | 0 - 1 | 0 - 4  |

#### Phase finale
Matchs
| Équipe 1    | Résultat | Équipe 2          | Date         | Lieu     |
| ----------- | -------- | ----------------- | ------------ | -------- |
| Servette FC | 1 - 0    | Blue Stars Zurich | 28 mai 1922  | Berne    |
| FC Lucerne  | 2 - 1    | Blue Stars Zurich | 18 juin 1922 | Lausanne |
| Servette FC | 2 - 0    | FC Lucerne        | 25 juin 1922 | Zurich   |

Classement
| Rang | Équipe            | Pts | J | G | N | P | Bp | Bc | Diff |
| ---- | ----------------- | --- | - | - | - | - | -- | -- | ---- |
| 1    | Servette FC       | 4   | 2 | 2 | 0 | 0 | 3  | 0  | +3   |
| 2    | FC Lucerne        | 2   | 2 | 1 | 0 | 1 | 2  | 3  | -1   |
| 3    | Blue Stars Zurich | 0   | 2 | 0 | 0 | 2 | 1  | 3  | -2   |

|  | Champion de Suisse |

## Bilan de la saison
| Tableau d'Honneur                 |                   |
| Compétition                       | Vainqueur         |
| Championnat de Suisse de football | Servette FC       |
| Coupe de Suisse de football       | FC Concordia Bâle |

| Promotions et relégations |                   |
| Promus                    | FC Lugano         |
| Relégués                  | Neumünster Zurich |